# Barbatana falcata
Barbatana falcata är en insektsart som beskrevs av Freytag 1989. Barbatana falcata ingår i släktet Barbatana och familjen dvärgstritar. Inga underarter finns listade i Catalogue of Life.